# El último matrimonio feliz
El último matrimonio feliz es una telenovela colombiana escrita por Adriana Suárez y Pedro Miguel Rozo, producida por RCN Televisión, se estrenó el 21 de enero de 2008.
Está protagonizada por Alejandra Borrero, Carmenza Gómez, Coraima Torres, Cristina Campuzano, Valerie Domínguez, Yuli Ferreira, Ricardo Vélez, Marlon Moreno, Juan Pablo Espinosa y Quique Mendoza, con las participaciones antagónicas de Gloria Gómez, Jorge Cao, Elkin Díaz, Diego Vélez y Fabio Rubiano, además de las actuaciones estelares de José Luis Paniagua, Cecilia Navia, Marcelo Dos Santos, Bianca Arango, Gonzalo Vivanco y Juan David Galindo.

## Sinopsis
La trama de la novela gira en torno a la vida de seis mujeres, con situaciones familiares muy diferentes, lo que las lleva en un momento a encontrarse todas con problemas, a continuación se describe cada matrimonio:

### Antonia y Patricio
Antonia Palacios (Alejandra Borrero) es una mujer exitosa en el campo laboral y tiene una familia  "ideal", pero debido a su empleo ha tenido problemas familiares ya que su jefe, Manuel, le exige demasiado. Su esposo, Patricio (Ricardo Vélez), la apoya incondicionalmente y siempre está con ella aunque piensa que debería dedicar más tiempo a sí misma y a su familia.
Cuando su hija sufre un grave accidente en bicicleta, Antonia redefine sus prioridades y se retira de Grupo Inmobiliario para formar su propia empresa: En Casa, contrata diversas mujeres, todas ellas con una gran necesidad de estabilidad económica y emocional que se involucran en el proyecto a pesar de ser inexpertas en el área de ventas y bienes inmuebles. Más tarde entran dos hombres, Wílmer y Alcides, para realizar reparaciones de plomería y arreglos de mampostería en construcción. Cuando la empresa de Antonia empieza a crecer se genera animosidad y competencia con su antigua empresa lo que lleva a situaciones de deshonestidad por parte de su exjefe y el equipo de trabajo de Grupo Inmobiliario.  Poco después de iniciarse como empresaria independiente Antonia debe enfrentarse al diagnóstico de cáncer de seno y decide enfrentar la enfermedad y tratamiento sin notificar a su familia lo que lleva al límite el amor y la paciencia de su esposo.
"Antonia y Patricio  tienen el matrimonio ideal: ella es amorosa, alegre y super trabajadora; él es padre ejemplar y el esposo que todas quisieran tener. ¿Qué puede pasar cuando se está casado con el trabajo más que con la pareja?"

### Bárbara y Jesús "Chucho"
Bárbara Mantilla (Valerie Domínguez) es una mujer de una belleza increíble de 33 años de edad. Creció en una familia de clase media fuera de la capital, era la menor de tres hermanas. Bárbara es alegre, divertida y torpe, con una baja autoestima y muchas ganas de vivir. Pero en su propia casa conocerá el infierno porque el ángel que tiene de marido comenzará a sacar el demonio y la maltratará física y emocionalmente. 
Su esposo, Jesús (Elkin Díaz), es un hombre celoso, obsesivo y alcohólico, que siempre ha estado deslumbrado con la belleza de su mujer, pero nunca la ha sabido amar por otro camino que no sea la fuerza. La maltrata físicamente cuando ella no le obedece. Es contador de varias empresas y ha logrado tener buenos ingresos que gasta en su mamá, en tomar tragos y de vez en cuando en darle gusto a Bárbara, sobre todo si está arrepentido de haberle propinado alguna golpiza. 
"Bárbara es soñadora y está enamorada del amor, y aunque el amor le ha dado duro ella cree que las cosas siempre pueden cambiar para mejorar. Para Chucho tener una mujer como Bárbara es un golpe de suerte. ¿Será que el amor aguanta tantos golpes? Bárbara ya no resiste un golpe más del amor."

### Camila y Manuel
Camila Andrade (Coraima Torres), quien en realidad se llama Marleny Penagos es una de las figuras mejor vestidas y más atractivas del jet-set criollo. Es la esposa de Manuel Gómez (Jorge Cao), el jefe de Grupo Inmobiliario, propietario de una gran empresa de bienes raíces. Ella se la pasa entre cócteles, reuniones y viajes. Lleva una vida aparentemente feliz, pero en el fondo es una verdadera desgracia que comenzó cuando era adolescente por un origen turbio y lleno de sufrimiento. Su marido aprovechó eso para hacer una alianza que la dejará maniatada a él de por vida. 
Camila tiene una relación distante pero cordial con su marido. Cumple con lo que le toca, hasta tener sexo. No siente nada, no le inspira nada, para ella, él solo es el papá de su hijo y el hombre que sacó a su mamá de la mala vida. Ella es testigo de su hipocresía y de su habilidad para manipular a la gente, entre ellas, a Antonia, a quién estima y admira mucho. Vive triste y repleta de recuerdos y nostalgias que no puede compartir con nadie. Su hijo de 23 años se llama Sebastián y apenas si la determina, pues la ve como una mujer de asuntos de la casa. Además, Camila ha sido prácticamente autodidacta porque jamás pudo seguir estudiando y le cuesta trabajo sostener una conversación sobre economía y administración con su hijo.
Camila se enterará de que Manuel es peor de lo que se imaginaba por guardarle información de su familia y pensará en reiniciar su vida.
"Camila guarda un secreto que la hace infeliz y aunque su esposo trabaje para darle un alto nivel de vida, la trata como una costosa como puede ser posible adquisición. Nadie es feliz cuando lo hacen sentir como un objeto y por su libertad Camila está dispuesta a pagar un buen precio. Manuel debería entender que su esposa no es un objeto caro y que ella puede tomar sus propias decisiones."

### Margot y Armando
Margot Álvarez (Carmenza Gómez) es una ama de casa que no es feliz, pero vive con lo que siempre soñó: una familia. Tiene un esposo y dos hijos con los que tiene que lidiar desde que se levanta a las cinco de la mañana para luego salir corriendo a trabajar como secretaria hasta por la noche, y finalmente regresar a su hogar a seguir trabajando incansablemente hasta caer rendida y empezar el mismo trote al día siguiente. Trabaja en Grupo Inmobiliario, y tiene relación directa con otros dos personajes centrales: su despiadado jefe Manuel Gómez y la cálida Antonia, la ejecutiva estrella de la oficina. 
El estrés le crea una ansiedad hacia la comida y no hay semana donde no engorde un kilo y no tenga que llevar su ropa donde la costurera porque ya no cabe en ella. A sus 50 años jamás se ha cuestionado si es feliz o no. Todo le parece normal: hasta la frialdad de su esposo con el que lleva más sin hacer el amor. Lo que ella no sabe es que Armando (Diego Vélez), que es taxista, ya tiene a otra mujer: una amante veinte años menor que él y que trabaja como operadora en la empresa. 
A ella, que educaron sin pensar nunca en el divorcio, el abandono de su marido por la otra le traerá problemas laborales como llegadas tarde y pérdida de memoria. Para reconquistar a su marido pensará en todo tipo de tratamientos de belleza, pero terminará engañándose a sí misma y ahí comenzará una nueva vida.
"Margot se dedicó a su esposo, a su familia y a su trabajo, mejor dicho a todo menos a ella, y después de tanto kilometraje, su esposo se dedicó a hacer "carreritas extra". ¿Que puede pasar cuando Margot se canse de sufrir? ¿Será que el amor se acaba con el tiempo? ¿O con el tiempo nos damos cuenta que nunca hubo amor?."

### Yorley y Mario
Yorley Zúñiga (Yuli Ferreira) es una mujer trabajadora y que lucha cada día por sacar a su hija Olivia adelante, con dos empleos debe mantener a su marido Mario (Quique Mendoza) quien no trabaja porque no encuentra un empleo en diseño gráfico.  Mario se encuentra frustrado por la escasez de recursos y decide vender, a escondidas de Yorley, la humilde casa en la que han vivido. Después de un tiempo, Mario, decide irse a trabajar en la explotación de minas de esmeraldas y su ausencia e infidelidad hacen que Yorley se cuestione acerca del futuro de la relación de pareja y decida darse una oportunidad con el Ingeniero Bernardo Torres (Marlon Moreno) quien se enamora de su nobleza, capacidad de trabajo y hermosa sonrisa.  El principal obstáculo de esta relación es la cercanía de Olivia con su padre biológico y el consiguiente rechazo de la nena a la nueva relación.
"Yorley es una trabajadora incansable y hace lo que sea por levantar su hogar, y cree profundamente que Mario no haría lo que fuera por conseguir un empleo. Si el amor pagara las cuentas...; la pareja debería ser un equipo, no una carga."

### Paulina y Carlos
Paulina Flores (Cristina Campuzano) es una mujer orgullosa, no soporta que su marido Carlos (Juan Pablo Espinosa) tenga un mejor empleo que ella, piensa que se merece más el empleo ella que su esposo, el cual la apoya y la quiere pero ella le pide que se separen, al quedarse sin trabajo la lleva a donde Antonia a hacer parte del grupo de vendedoras de En Casa Inmobiliaria. Todos los problemas de ésta pareja son por culpa del orgullo de ella.
"Se casaron porque se aman, pero cuando se ama más el éxito, el dinero y el poder, que a la pareja, muchas cosas pueden pasar. Cuando se ama más el dinero y el éxito que a la pareja, ¿qué puede pasar con el amor?"

## Origen Social
Alguien dijo que el matrimonio estaba mal diseñado. Y parece ser que tenía toda la razón, porque cada día aumenta en el mundo entero la cifra de matrimonios que deciden separarse. No importa si llevan tres meses o veinticinco años, el caso es que ni los hombres ni las mujeres están dispuestos a soportar una mala relación, ni a vivir sin amor. 
Por eso, para la gran mayoría de las mujeres, tomar la decisión de separarse, no es nada fácil. Cuando deciden hacerlo, se llenan de culpa por más que tengan claro que no aguantan una mentira, ni un golpe, ni un insulto más. Están educadas para pensar primero en los demás, en el que dirán, en las necesidades económicas que van a pasar si se quedan solas, en lo que sea, menos en su propia felicidad. Para completar, entran en una crisis violenta consigo mismas, con el trabajo, con la familia, con las amigas, con la nueva mujer del ex, mejor dicho, con todo el mundo.
Todas estas mujeres, sin excepción, son víctimas de ellas mismas: se callan lo que verdaderamente piensan y sienten, para protegerse, para no sentirse débiles, por miedo o porque no hay más remedio para lograr sobrevivir en una relación. Y por eso cada una de ellas es antagonista de su propia historia.

## Elenco

#### Principal
En órden de aparición
| Artista             | Personaje                                                                                          |
| ------------------- | -------------------------------------------------------------------------------------------------- |
| Alejandra Borrero   | Antonia Palacio Muñoz de González                                                                  |
| Ricardo Vélez       | Patricio González Sanabria                                                                         |
| Coraima Torres      | Camila Andrade de Gómez / Marleny Penagos Fonseca / Elvia Fonseca Vda de Penagos (Joven-Flashback) |
| Jorge Cao           | Manuel Gómez Alarcón                                                                               |
| Cristina Campuzano  | Paulina Flóres Valencia de García                                                                  |
| Carmenza Gómez      | Margot Álvarez Sánchez de Salgar                                                                   |
| Diego Vélez         | Armando Salgar Hernández                                                                           |
| Juan Pablo Espinosa | Carlos García Bustamante                                                                           |
| Valerie Domínguez   | Bárbara Mantilla Castiblanco de Espinosa                                                           |
| Elkin Díaz          | Jesús Espinosa Cordero «Chucho»/ Benjamín Espinosa (Papá de Chucho) (Flashback)                    |
| Yuli Ferreira       | Yorley Zúñiga Velasco                                                                              |
| Quique Mendoza      | Mario Romero Reyes                                                                                 |

#### Secundario
| Artista             | Personaje                               | Rol                                                     |
| ------------------- | --------------------------------------- | ------------------------------------------------------- |
| Alejandro Tamayo    | Faber Penagos Fonseca                   | Hermano de Camila                                       |
| Alexander Páez      | Víctor Peláez                           | Conductor de Bernardo                                   |
| Alina Lozano        | Esther Pimiento Cabral                  | Abogada                                                 |
| Bianca Arango       | Jessica Manrique Santamaría             | Empleada de Grupo Inmobiliario                          |
| Biassini Segura     | César David Salgar Álvarez              | Hijo de Armando y Margot                                |
| Brian Moreno        | Mauricio "Mao" Cepeda                   | Compinche de César David en la pandilla                 |
| Carlos Hurtado      | Wilmer Moya                             | Empleado de la inmobiliaria                             |
| Catherine Mira      | Mireya del Carmen León Díaz             | Amante de Armando                                       |
| Cecilia Navia       | Ángela Beatriz Murcia «Gigi»            | Empleada y confidente de Harold                         |
| Estefanía Borge     | Chantal Cienfuegos                      | Novia de Carlos                                         |
| Fabio Rubiano       | Emilio Ángel Robledo                    | Empleado de grupo inmobiliario                          |
| Felipe Calero       | Daniel Muñoz                            | Novio de Harold                                         |
| Gloria Gómez        | Doña Matilde Cordero Vda. de Espinoza   | Mamá de Jesús                                           |
| Gerardo Calero      | Gabriel Sánchez                         | Médico de Antonia                                       |
| Gonzalo Vivanco     | Vicente De Los Ríos                     | Inversionista chileno. Pretendiente de Bárbara.         |
| Jairo Ordóñez       | Plinio Buriticá                         | Celador del edificio de Paulina                         |
| José Saldarriaga    | Don Gerardo Arriaga                     | Dueño de la pensión donde vive Armando, Camila y Mireya |
| Juan David Galindo  | Alcides Niño León                       | Empleado de la inmobiliaria                             |
| Juan Manuel Lenis   | Sebastián Gómez Andrade                 | Hijo de Camila y Manuel                                 |
| Julieth Herrera     | Liliana "Lelis" Arriaga                 | Sobrina de don Gerardo                                  |
| José Luis Paniagua  | Harold Peralta                          | Estilista y mejor amigo de Antonia                      |
| Lina Balbuena       | Adelaida González Palacio               | Hija de Antonia y Patricio                              |
| María Isabel Bernal | Olivia Romero Zúñiga                    | Hija de Mario y Yorley                                  |
| Marcelo Dos Santos  | Andrés Salamanca Gómez                  | Abogado y sobrino de Manuel                             |
| Marianela Quintero  | Jennifer Julieth "Jenny" Salgar Álvarez | Hija de Armando y Margot                                |
| Marlon Moreno       | Bernardo Torres Arana                   | Ingeniero y socio de la inmobiliaria                    |
| Roger Moreno        | Sergio "Checho" Méndez                  | Compinche de César David en la pandilla                 |

#### Actuaciones Especiales
| Artista             | Personaje                    | Rol                                                   |
| ------------------- | ---------------------------- | ----------------------------------------------------- |
| Adriana Franco      |                              | Mamá de Alcides                                       |
| Aída Morales        |                              | Hermana de Alcides                                    |
| Alejandra Azcárate  | Margarita Ortiz              | Preparador en ventas                                  |
| Astrid Junguito     | Elvia Fonseca Vda de Penagos | Mamá de Camila                                        |
| Bárbara Pérea       | Jueza Galvis                 | 2° Jueza en el divorcio de Manuel y Camila            |
| Claudia Rocío Mora  | Clarisa Rosales              | Empleada del Milano, el brujo de Matilde              |
| Gastón Velandia     | Ricardo Torres               | Arquitecto                                            |
| Géraldine Zivic     | Catalina Lafourie            | Abogada de Manuel en el divorcio, y exnovia de Andrés |
| Hermes Camelo       | Don Eusebio Beltrán          | Dueño del restaurante donde trabaja Olivia            |
| Juan Manuel Mendoza | Luis Miguel "Beto" Pérez     | Sacerdote                                             |
| Juan Pablo Barragán |                              | Compañero de Mario en el asadero de pollos            |
| Juan Pablo Raba     | Alejandro Pizarro            | Arquitecto amigo de Torres Pretendiente de Paulina    |
| Lucero Gómez        | Doña Marina                  | Mamá de Beto                                          |
| Marco Antonio López | Matías Niño                  | Papá de Alcides                                       |
| Maru Yamayusa       |                              | Enfermera que atendió el parto de Yorley              |
| Mile Vergara        |                              | Mamá de Gigi                                          |
| Natasha Klauss      | Marcela Burgos               | Esposa de Alejandro                                   |
| Rafael Martínez     | Fernán                       | Profesor de Camila                                    |
| Ricardo Leguizamo   | Mauricio Ferrer              | Jefe de Carlos                                        |
| Ricardo Saldarriaga | Rafael                       | Socio de Torres y pretendiente de Margot              |
| Rodolfo Silva       |                              | Juez en el juicio de divorcio de Manuel y Camila      |
| Rodrigo Candamil    | Felipe de Soto               | Abogado de Paulina en el proceso de divorcio          |
| Saín Castro         | Sergio                       | Organizador de eventos                                |
| Sebastián Rendón    | Joaquín Beltrán              | Hijo del dueño del restaurante                        |
| Walter Luengas      | Omar                         | Sacerdote                                             |

Invitados Especiales
| Artista          | Ocupación    | País     |
| ---------------- | ------------ | -------- |
| Alberto Plaza    | Cantante     | Chile    |
| Alfredo Nodarse  | Cantante     | Cuba     |
| Cristina Hurtado | Presentadora | Colombia |
| Farina Pao       | Cantante     | Colombia |

## Ficha técnica
- Productora ejecutiva: Silvana Orlandelli
- Dirección: Luis Orjuela
- Directora asistente: Olga Rodríguez
- Libreto: Adriana Suárez / Pedro Rozo
- Asistente de libretos: Javier Giraldo
- Compositor musical: Alfredo Nodarse

## Premios y nominaciones

### Premios TVyNovelas
| Año  | Categoría                                | Nominado                           | Resultado |
| ---- | ---------------------------------------- | ---------------------------------- | --------- |
| 2009 | Mejor Telenovela                         | El último matrimonio feliz         | Ganadora  |
| 2009 | Mejor Actriz Protagónica Favorita        | Alejandra Borrero                  | Ganadora  |
| 2009 | Mejor Actriz Protagónica Favorita        | Valerie Domínguez                  | Nominada  |
| 2009 | Mejor Actor Protagónico Favorito         | Marlon Moreno                      | Ganador   |
| 2009 | Mejor Actriz Antagónica Favorita         | Gloria Gómez                       | Ganadora  |
| 2009 | Mejor Actor Antagónico Favorito          | Jorge Cao                          | Ganador   |
| 2009 | Mejor Actor/Actriz revelación del año    | Juan David Galindo                 | Nominado  |
| 2009 | Mejor Actor De Reparto Favorito          | José Luis Paniagua                 | Nominado  |
| 2009 | Mejor Actor De Reparto Favorito          | Gonzalo Vivanco                    | Nominado  |
| 2009 | Mejor Actriz De Reparto Favorita         | Estefanía Borge                    | Nominada  |
| 2009 | Mejor Banda Sonora/Tema Musical Favorito | El último matrimonio feliz         | Nominado  |
| 2009 | Mejor Director Favorito                  | Luis Orjuela y Olga Rodríguez      | Ganadores |
| 2009 | Mejor Libretista Favorito                | Adriana Suárez y Pedro Miguel Rozo | Ganadores |

### Premios India Catalina
| Año  | Categoría                                     | Nominado(s)                | Resultado |
| ---- | --------------------------------------------- | -------------------------- | --------- |
| 2009 | Mejor Telenovela                              | El último matrimonio feliz | Ganadora  |
| 2009 | Mejor Actriz Protagónica De Telenovela        | Carmenza Gómez             | Ganadora  |
| 2009 | Mejor Actriz Protagónica De Telenovela        | Valerie Domínguez          | Nominada  |
| 2009 | Mejor Actor Protagónico De Telenovela         | Ricardo Vélez              | Nominado  |
| 2009 | Mejor Libreto Original de Telenovela          | Adrián Suárez y Pedro Rozo | Ganadores |
| 2009 | Mejor Director de Telenovela                  | Luis Orjuela               | Ganador   |
| 2009 | Mejor Actriz Antagónica de Telenovela         | Gloria Gómez               | Nominada  |
| 2009 | Mejor Actor Antagónico de Telenovela          | Elkin Díaz                 | Ganador   |
| 2009 | Mejor Actor Antagónico de Telenovela          | Diego Vélez                | Nominado  |
| 2009 | Mejor Actriz o Actor de Reparto en Telenovela | José Luis Paniagua         | Ganador   |
| 2009 | Mejor Actriz o Actor de Reparto en Telenovela | Cecilia Navia              | Nominada  |

## Emisión internacional

### México
El 5 de enero de 2009 se estrenó la emisión en Galavisión  de Televisa en el horario de la 3 de la tarde.

### Honduras
En marzo de 2009 se estrenó la historia en Honduras por el Canal 11 en el horario de las 8 de la noche.

### Panamá
En febrero de 2009 se inició la emisión en Panamá a través de la cadena Telemetro, a las 8 p. m., pero por no presentar un buen índice de audiencia la producción fue cambiada a las 11 p. m. y respectivamente se emitió por 160 minutos aproximadamente, los jueves y viernes de 1:30 a. m. a 3:45 p. m..

### Venezuela
El 7 de marzo de 2009 comenzó la emisión en Venezuela por el canal Venevisión en horario nocturno de las 10 p. m.
La telenovela se convirtió en una de las más exitosas de dicho país, logrando batir récords de audiencia.

### Argentina
El 30 de julio de 2015 se estrenó la emisión en Argentina por Canal 9 Televida en el horario de las 10:20 de la noche.

## Adaptaciones
- El amor nunca muere, Telenovela mexicana producida por Rosy Ocampo para Televisa

- Para volver a amar, Telenovela mexicana producida por Roberto Gómez Fernández y Giselle González para Televisa entre 2010-2011.

- Mulheres, Telenovela portuguesa producida por TVI en 2014.

- Forssa Thanya es el nombre de la adaptación árabe por MBC en 2014.

## Curiosidades
- Curiosamente, la adaptación de este melodrama, Para volver a amar, de la cadena Televisa, se llevó también 7 premios TVyNovelas, incluida Mejor telenovela.
- Durante la grabación de la novela la actriz Yuly Ferreira que interpretaba a Yorley dio a conocer que se encontraba en estado de embarazo, lo cual no le impidió seguir grabando, y se tuvieron que hacer escenas con planos cerrados y por detrás, así como el uso constante de una mochila Guajira para evitar que se notara la creciente barriga de la actriz.